# Oreavul
Oreavul – wieś w Rumunii, w okręgu Buzău, w gminie Valea Râmnicului. W 2011 roku liczyła 2223 mieszkańców.